# Patimat Abakarova
Patimat Abakarova, född den 23 oktober 1994 i Machatjkala, är en azerisk taekwondoutövare.

## Karriär
Abakarova tog OS-brons i flugviktsklassen i samband med de olympiska taekwondotävlingarna 2016 i Rio de Janeiro..